# Hans Kotzsch
Hans Kotzsch (* 24. April 1901 in Loschwitz; † 25. Juli 1950 in Dresden-Blasewitz) war ein deutscher Naturalienhändler und Entomologe.

## Leben
Hans Kotzsch war ein Enkel des Fotografen und Lepidopterologen August Kotzsch und des Entomologen Hermann Wernicke, der zu seiner Zeit als bester Insektenpräparator Deutschlands galt und 1898 die „Firma H. Wernicke“ gegründet hatte, die in den ersten Jahrzehnten des 20. Jahrhunderts zu einer der größten entomologischen Handlungen Deutschlands wurde. Anfang des Jahres 1925 übernahm Hans Kotzsch von seinem Großvater die Leitung der Firma.
Er unternahm in der Folge in Begleitung seiner Ehefrau Elisabeth zahlreiche entomologische Expeditionen, u. a. Lappland (1929), Rybatschi-Halbinsel (1933), Armenien (1934), Hindukusch (1936) und Iran/Afghanistan (1939) und entdeckte und sammelte dabei zahlreiche neue Schmetterlingsarten. Zusätzlich erweiterte er das Unternehmen durch die Übernahme der Sammlungsbestände von Max Standfuß (Zürich), Emil Riemel († 1933, München), Hermann Rangnow (Berlin), Max Draudt (Darmstadt) und Friedrich Wilhelm Niepelt (Zirlau).
Er ist unter anderem Erstbeschreiber des Ritterfalters Parnassius inopinatus (Kotzsch, 1940), der den Erebidae zugeordneten Taxa Arctia elisabethae (Kotzsch, 1939) und Arctia buddenbrocki Kotzsch, 1929 sowie des Edelfalters Fabriciana argyrospilata (Kotzsch, 1938).
Nach dem Tod von Otto Bang-Haas führte er im Jahr 1948 die Vereinigung der Firmen „H. Wernicke“ und „Dr. O. Staudinger & A. Bang-Haas“ durch und führte die Firma unter dem Namen „Dr. O. Staudinger & A. Bang-Haas“ weiter.
Von seiner Korrespondenz ist sein Schriftverkehr mit den Direktoren des Deutschen Entomologischen Instituts in Berlin-Dahlem Walther Horn sowie dessen Nachfolger Hans Sachtleben im Deutschen Entomologischen Institut im jeweiligen Nachlass archiviert.
Hans Kotzsch vereinzelte die bei seinen Sammlungsexkursionen gemachten Aufsammlungen. Eine Vergleichssammlung Augenfalter, Eulenfalter, Geometridae (Ostpaläarktis, China) befindet sich im Museum Koenig in Bonn. Restbestände seiner Sammlungen kamen 1954 an das Museum für Naturkunde Berlin.

## Schriften (Auswahl)
- Neue Falter aus dem Richthofengebirge usw. In: Entomologische Zeitschrift, 43, 1929, S. 204–206 (zobodat.at [PDF]).
- Parnassius inopinatus, eine überraschende neue Art. In: Entomologische Zeitschrift, 54, 1940, S. 17–21 (zobodat.at [PDF]).